# ダブルルーメン気管支チューブ

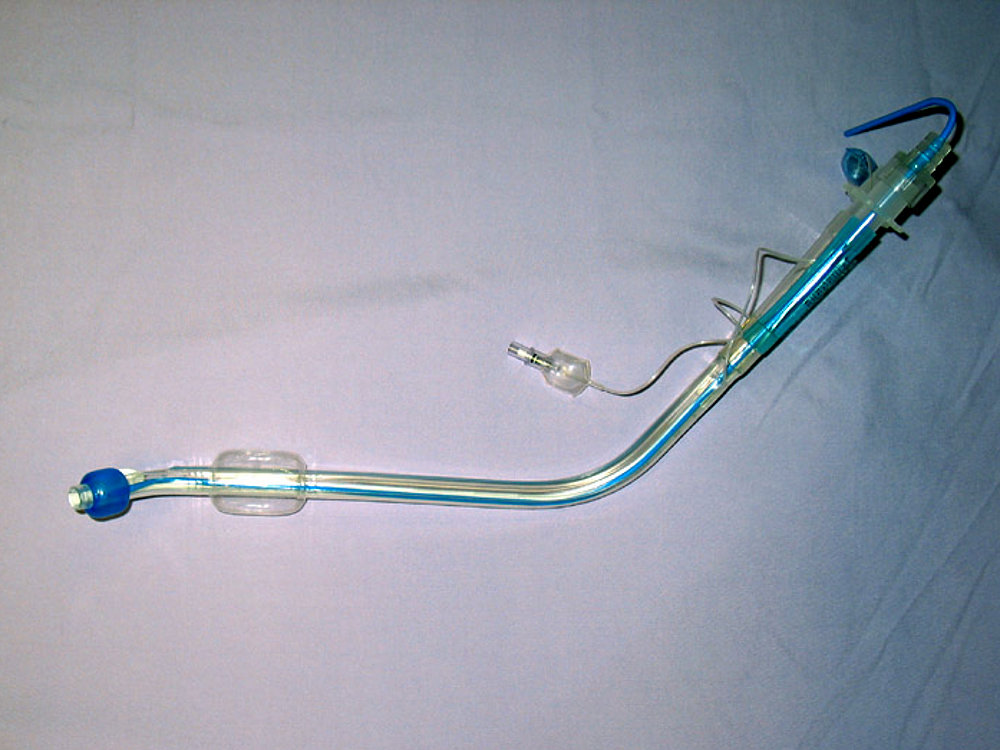
分離肺換気に用いられるカーレンス型のダブルルーメン気管支チューブ(左用)。チューブ先端は左気管支まで進められ、青いカフで気管支を密閉して左右肺を別個に陽圧換気が可能となる。白いカフは気管内で膨張させて気管を密閉する。

ダブルルーメン気管支チューブ（ダブルルーメンきかんしチューブ、英: Double-lumen endobronchial tube or Double lumen tube、ダブルルーメンチューブ、DLTとも呼ばれる）は、気管チューブの一種で、胸部手術などの際に気管挿管を行い、右肺または左肺のどちらかを選択的に換気するために使用される。このチューブによってなされる機械換気の様式は分離肺換気(英: differential lung ventilation (DLV))、ないしは片肺換気(英: one lung ventilation (OLV))と呼ばれる。

## 適応
片肺換気が必要となる条件はいくつかある。絶対的な適応としては、感染または出血した側から影響を受けていない側への血液または膿の流入を避けるために、右肺と左肺を分離することが挙げられる。相対的適応としては、胸部大動脈瘤の修復、肺切除肺葉切除などの胸部手術で手術する解剖学的構造の露出を容易にするために、片肺を虚脱させ、残りの肺を選択的に換気することである。

## 開発の経緯と手技
DLTは、構造上、長さの不揃いな2本の気管チューブを並べて固定したものである。短い方のチューブは気管まで、長い方のチューブは左または右の気管支に挿入され、それぞれ左肺または右肺を選択的に換気する。最初のダブルルーメンチューブは左右別の肺機能検査に用いられ、1949年にカーレンスによってヒトの片肺麻酔に使用されるようになった。カーレンスのチューブは、ホワイトやロバートソーらによって改良されていった。現在最もよく使用されているDLTは、カーレンスとロバートソーのチューブである。これによって、もう一方の肺を虚脱させた状態で片肺換気を行うことができ、胸部手術が容易、または可能となった。DLTは、外科医の視界を確保し、胸腔内臓器に容易に到達するために必須となる場合もある。手術が終了すると、虚脱した肺は、漏れやその他の損傷をチェックするために再膨張される。
これらのチューブは通常、2つの独立したルーメンと2つの独立した開口部を持つ同軸型である。気管ルーメンは気管に、気管支ルーメンは遠位先端が右または左の主気管支に1～2cm入ったところに留置する。
DLTの適切な配置にはかなりの臨床経験が必要であり、その挿入のための様々な手技が開発されている。また、カーレンスチューブの回転操作の訓練に役立つ小型シミュレータもある。
気管支鏡のような光ファイバー機器を使用すれば、留置が容易になることが分かっている。 現在では、DLTの使用前、留置中、使用終了時に、光ファイバーによる気管支鏡検査が推奨されている。気管支は左と右で分岐角が異なり、次の分岐までの距離も左右で異なることから、DLTはその形状にあわせて左用と右用が存在する。左右、どちらの分離換気であっても、通常は取扱いが容易な左用DLTが選択されることが多い。その理由としては、ヒトの主気管支は右より左が長く、左用は区域気管支を閉塞しにくいため、軽度のチューブの位置異常が許容できることが挙げられる。左用DLTであっても、気管支ルーメンから送気すれば左肺を、気管ルーメンから送気すれば、送気は青カフで妨げられて右肺のみを換気可能だからである(図参照)。左主気管支環状切除、左肺全摘、左肺移植、左主気管支に狭窄や病変がある場合などは右用DLTが選択される。DLTは、咳、頸部屈曲・伸展、術者の気管支操作・肺門牽引などでチューブ位置がずれることがあり、その都度位置修正が必要となる。

## 代替手段
片肺換気を実現する方法として、単腔の気管チューブとブロッカー(気管支を先端バルーンで閉塞するカテーテル)が1つになっているユニベントTMチューブや、その他の気管内ブロッカーもある。気管支ブロッカーは、ブロッカールーメンから肺虚脱、分泌物吸引、低酸素時に虚脱肺への酸素投与が可能である。挿管困難症例、細い気管チューブ、気管切開、経鼻挿管、肺葉のみのブロックに使用できる。通常の気管チューブによる機械換気中に、急に片肺換気が必要になった場合にDLTへのチューブ交換が必要ではなく、手術終了後に機械換気を継続する必要がある場合も気管チューブの入れ替えが必要ない。手術操作によりブロッカー位置が変化して片肺換気が難しい場合がある。他に、通常の気管チューブすなわち、シングルルーメン気管チューブのみを用いる方法もある。これは通常の気管チューブを深めに挿管して気管支まで挿入するものである。片肺挿管と呼ばれる。チューブのカフからチューブ先端が長いため、チューブ固定時の安全域は狭い。また、右主気管支挿管時には右上葉支を閉塞しやすく、右主気管支からのチューブ逸脱も起こしやすい。片肺挿管は、分離換気を必要としない、通常の気管チューブによる機械換気中に、偶発的に発生することもあるが、この場合は低酸素血症や気道内圧の上昇等の弊害が大きいため、チューブ位置を浅くして両肺が換気されるようにする必要がある、